# Limbe foliaire
 (septembre 2024).
Si vous disposez d'ouvrages ou d'articles de référence ou si vous connaissez des sites web de qualité traitant du thème abordé ici, merci de compléter l'article en donnant les références utiles à sa vérifiabilité et en les liant à la section « Notes et références ».

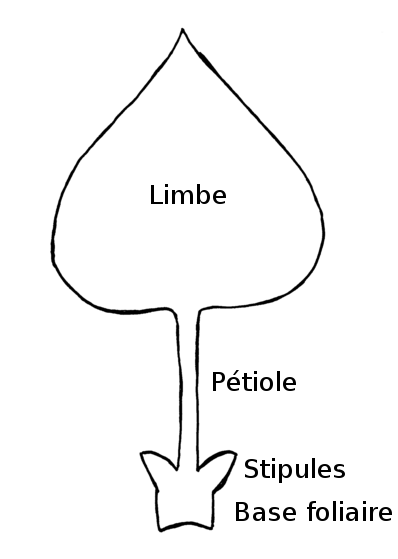
Diagramme montrant les différentes pièces foliaires d'une feuille complète.

Schéma d'une coupe transversale dans le limbe d'une dicotylédone.

En botanique, le limbe d'une feuille de végétal est la partie de cet organe située à l'extrémité du pétiole. Le limbe peut être décurrent (se prolonger) sur le pétiole.

## Description
Le limbe d'une feuille est constitué des tissus suivants : l'épiderme protecteur, et le mésophylle (ou parenchyme) foliaire, qui comporte deux couches.

### Épiderme
L'épiderme est la couche de cellules externes des feuilles, elle recouvre la surface supérieure et inférieure. Cette couche est généralement transparente (ces cellules n'ont pas de chloroplastes) et parfois couverte par une cuticule d'aspect cireux permettant de limiter les pertes en eau lors de trop fortes chaleurs. Chez les végétaux des climats secs cette cuticule est donc plus épaisse. La cuticule est parfois plus fine sur l'épiderme inférieur que sur l'épiderme supérieur. Des poils recouvrent l'épiderme de nombreuses espèces de plantes.
L'épiderme inférieur est couvert de pores appelés stomates : ce sont des sortes de pores, formé par deux cellules en forme de reins, qui laissent entre elles une ouverture variable, l'ostiole. Les stomates permettent à l'oxygène et au dioxyde de carbone de rentrer et sortir des feuilles. La vapeur d'eau est aussi évacuée par les stomates au cours de la transpiration. Pour conserver de l'eau, les stomates peuvent se fermer pendant la nuit.

### Mésophylle
La plus grande partie de l'intérieur d'une feuille, c'est-à-dire entre l'épiderme inférieur et supérieur, est composé d'un parenchyme appelé le mésophylle. Ce tissu joue un rôle très important dans la photosynthèse. Le mésophylle (appelé aussi parenchyme foliaire) est composé de deux parties :
- vers la face supérieure : le parenchyme pallissadique composé de cellules allongées perpendiculairement à la surface du limbe et serrées entre elles, sans lacunes ; les cellules qui le constituent sont riches en chloroplastes, c'est dans ce parenchyme que se déroule la photosynthèse.
- vers la face inférieure : le parenchyme lacuneux (ou spongieux). Les cellules ont une forme plus arrondie et sont moins serrées. Les lacunes entre les cellules servent à stocker les gaz échangés entre la feuille et l'atmosphère. Le réseau de lacunes communique avec les stomates et assure les échanges gazeux avec l'extérieur.

## Forme

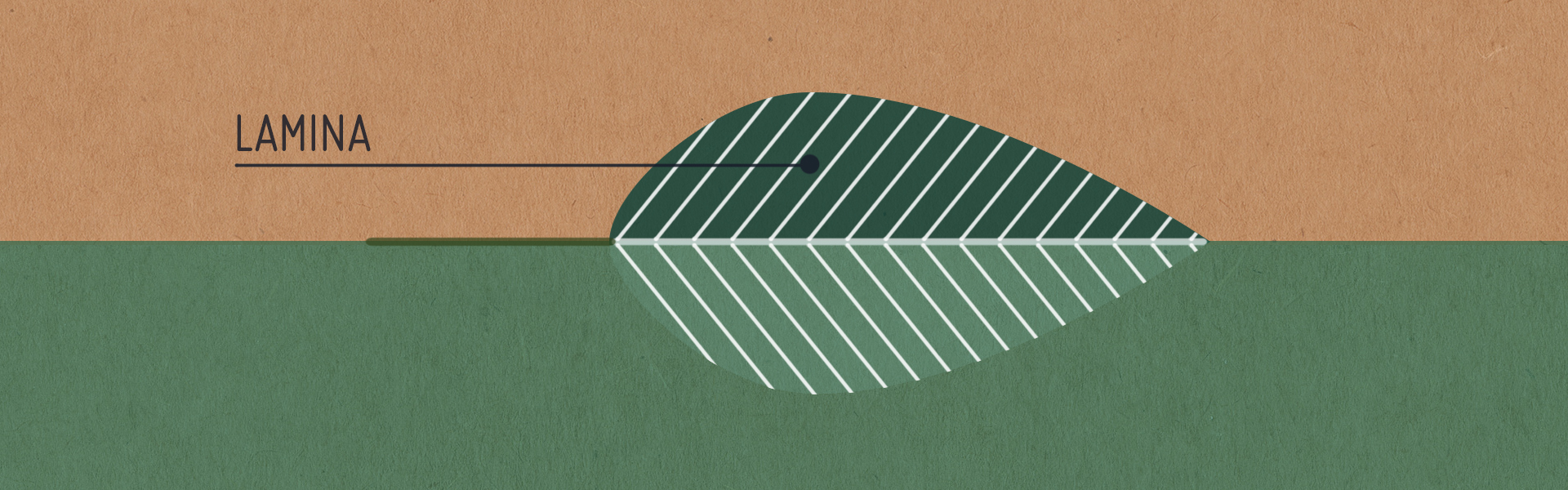
Schéma théorique d'un limbe foliaire.

## Fonction
Cette pièce foliaire est en général très étalée et comporte de nombreuses cellules photosynthétiques, car c'est un organe particulièrement adapté à la capture de l'énergie lumineuse. Un certain nombre de plantes sont capables d'orienter leur limbe foliaire par rapport à l'incidence des rayons solaires, soit pour en augmenter l'exposition, soit pour la limiter. C'est le cas de nombreux acacias.
Le limbe est parfois très réduit ou absent. Les fonctions d'assimilation sont alors assurées par d'autres parties de la plante :
- la tige ou ses rameaux (cladodes des cactacées)
- les phyllodes (comme chez certains Acacias)
- les stipules ou les ailes de la tige (Gesse aphaca)